# سیارک ۲۰۷۷۲
سیارک ۲۰۷۷۲ (به انگلیسی: 20772 Brittajones، نامگذاری:2000QL182) بیست هزار و هفتصد و هفتاد و دومین سیارک کشف شده‌است که در ۳۱ اوت ۲۰۰۰ کشف شد.
قدر مطلق سیارک برابر ۱۴.۸ است.